# Vanil des Cours
Vanil des Cours är en bergstopp i Schweiz.   Den ligger i distriktet Gruyère och kantonen Fribourg, i den sydvästra delen av landet, 40 km sydväst om huvudstaden Bern. Toppen på Vanil des Cours är 1 562 meter över havet, eller 401 meter över den omgivande terrängen. Bredden vid basen är 3,4 km.
Terrängen runt Vanil des Cours är kuperad åt nordväst, men åt sydost är den bergig. Runt Vanil des Cours är det glesbefolkat, med 15 invånare per kvadratkilometer.. Närmaste större samhälle är Fribourg, 18,1 km norr om Vanil des Cours. 
I omgivningarna runt Vanil des Cours växer i huvudsak blandskog.